# Bacteroidetes
Bacteroidetes — відділ бактерій, що складається з трьох великих класів, представники яких широко розповсюджені в навколишньому середовищі, включаючи ґрунти, морські опади, морську воду і кишечники тварин.
Серед класів типу, клас Bacteroidetes є найкраще дослідженим, зокрема типовий рід Bacteroides (представники якого присутні в калі теплокровних тварин, включаючи людину), і рід Porphyromonas, що зокрема населяє ротову порожнину людини. Члени роду Bacteroides є також опортуністичними патогенами. Решта представників типу, як вважається, не є хвороботворними для людини.
Деякі дослідження вказують, що люди, що страждають ожирінням, мають менше бактерій типу Bacteroidetes та більше Firmicutes. Проте, не було показано, чи така картина популяцій бактерій є причиною або наслідком ожиріння.